# Кружок ревнителей благочестия
Ревни́тели благоче́стия, или боголю́бцы — небольшой круг духовных и светских лиц, объединившийся в конце 1640-х — начале 1650-х годов в Москве вокруг Стефана Вонифатьева, духовника́ царя Алексея Михайловича. «Ревнители» стремились к исправлению церковной и гражданской жизни в России путём утверждения благочестия на основе строгого следования церковным уставам и постановлениям Стоглавого собора 1551 года. В него входили «люди начитанные и искусные в деле проповеди»: настоятель Казанского собора Иван Неронов, протопопы Аввакум и Логгин; Лазарь, Даниил; из светских лиц им сочувствовал Фёдор Ртищев и его сестра Анна, из чёрного духовенства — игумен Павел, будущий епископ Коломенский.
Боголюбцы были реформаторами ещё до реформы Никона, и сам Никон (тогда архимандрит Новоспасского монастыря) им сначала сочувствовал и многому от них научился. Сначала они действовали заодно с патриархом Иосифом, но скоро явились некоторые противоречия с патриархом.
Да и в самом кружке Стефана, благодаря быстрому течению событий, скоро обнаружились несогласие и раздор. Толчок к этому был дан приездом киевских учёных монахов в Москву. Они смотрели свысока на московских начётчиков и грамотеев и в своих церковных взглядах во многом не были согласны с московской стариной. Кружок Стефана был составлен именно из московских начётчиков и староверов, а Стефан вместе с Никоном и Ртищевым явился почитателем и защитником киевских старцев.
Со вступлением Никона на патриарший престол в 1652 году кружок распался. Когда Никон вступил на патриарший престол и начал преобразования, притом властно и резко, обнаружился раскол в собственном смысле этого слова. Прежние соратники стали выступать против Никона.